# Rio Balsas (vattendrag i Brasilien)
Rio Balsas är ett vattendrag i Brasilien.   Det ligger i delstaten Bahia, i den östra delen av landet, 500 km nordost om huvudstaden Brasília.
Omgivningen kring Rio Balsas är huvudsakligen savann. Området är glesbefolkat, med 16 invånare per kvadratkilometer.